# Veltlínské zelené

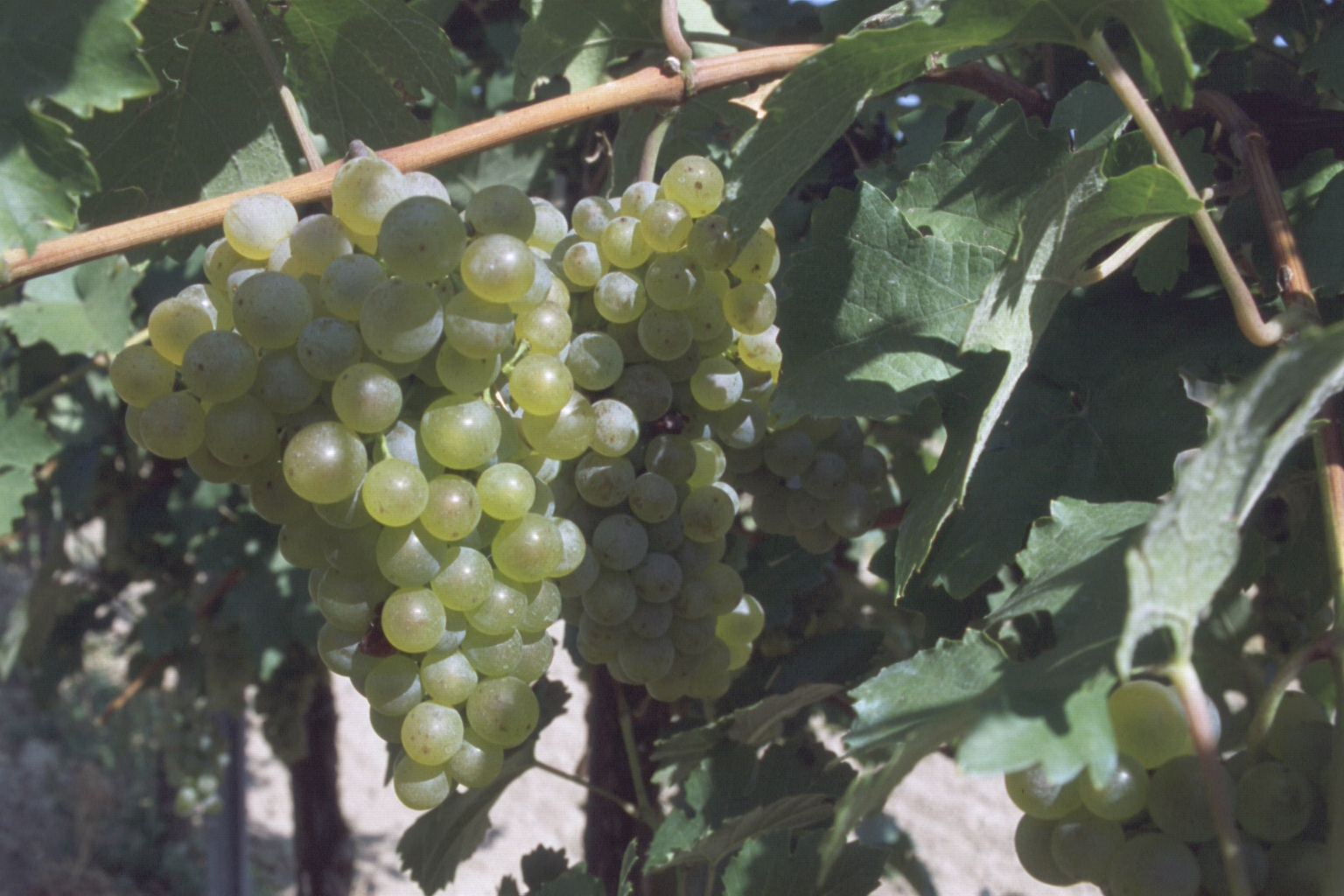
Hrozen Veltlínského zeleného

Veltlínské zelené (zkratka VZ, název dle VIVC Veltliner Grün) je stará odrůda révy vinné (Vitis vinifera), určená k výrobě bílých vín. Autochtonní odrůda, pocházející z regionu Dolní Rakousko, z oblasti vrchoviny Manhartsberg, patrně z okolí města Retz, vznikla samovolným křížením odrůd Tramín a St. Georgen.
St. Georgen je nově objevená, nicméně starobylá odrůda, jejíž jediný keř byl nalezen v obci St. Georgen, která je čtvrtí města Eisenstadt, pnoucí se po křovinách na pastvině, která byla ve středověku využívána jako vinice. Po roce 2007, kdy bylo zjištěno, že se jedná o dlouho hledaného „otce“ odrůdy Veltlínské zelené, byla tato odrůda namnožena, nyní probíhá klonová selekce. Původní, asi 400 let starý keř révy, byl v únoru roku 2011 silně poškozen vandaly a posléze zachráněn vinařem Hansem Moserem.
Otcovskou odrůdu určil genovou analýzou a důkladnou studií Prof. Dr. Ferdinand Regner ve výzkumném ústavu v Klosterneuburgu. Výsledky studie byly publikovány roku 2007.

## Popis
Réva vinná (Vitis vinifera) odrůda Veltlínské zelené je jednodomá dřevitá pnoucí liána, dorůstající v kultuře až několika metrů. Kmen tloušťky až několik centimetrů je pokryt světlou borkou, která se loupe v pruzích. Úponky révy jsou středně dlouhé, umožňují této rostlině pnout se po pevných předmětech. Růst je středně bujný až bujný s polovzpřímenými letorosty. Včelka je výrazně bíle ochlupená, bělavě zelená. Vrcholek letorostů je otevřený, silně bělavě vlnatě ochmýřený a štětinkatě chloupkatý, slabě pigmentovaný antokyaniny, s jemným karmínovým lemováním lístků. Internodia a nodia jsou převážně zelená, na osluněné straně někdy s červenohnědými proužky, pupeny jsou středně silně pigmentovaný antokyaniny. Apikální mladé lístky jsou zelené, průměrně silně bíle vlnatě ochmýřené, slabě pigmentované antokyaniny, s načervenalými okraji. Olistění keře je středně husté. Jednoleté réví je světlejší, šedohnědé až žlutavě hnědé, hladké, s výraznými tečkami, kruhového průřezu, vyzrává dobře. Zimní pupeny jsou středně velké, zahrocené.
List středně velký až velký, okrouhlý až pentagonální, pětilaločnatý s hlubokými výkroji. Čepel listu má slabě zvlněný, lehce vrásčitý povrch, spodní strana je jemně plstnatá. Řapíkový výkroj je buď uzavřený s průsvitem, s ostrým dnem, nebo otevřený, klínovitý. Řapík je středně dlouhý, stejně dlouhý, jako medián listu, jemně narůžovělý, žilnatina je takřka bez antokyaninové pigmentace.
Oboupohlavní pětičetné květy v hroznovitých květenstvích jsou žlutozelené, samosprašné. Plodem je středně velká (15 mm, 1,7 g), kulatá bobule, která je zelenožlutá až žlutavá, s hnědými tečkami. Bobule jsou nejednotné velikosti. Slupka je středně silná, pevná, průměrně ojíněná, dužnina šťavnatá, chuť sladce kořenitá, někdy až jemně muškátová. Semeno je poměrně velké, lahvicovitého tvaru, hnědé, zobáček je dlouhý. Stopečka bobule je středně dlouhá, lehce oddělitelná. Hrozen středně velký až velký (150 mm, 140–180 g), válcovitě-kuželovitý, křídlatý (často s dvěma křidélky), hustý až průměrně hustý, s krátkou až průměrně dlouhou, středně lignifikovanou stopkou.

## Původ a rozšíření
Veltlínské zelené je stará moštová odrůda révy vinné (Vitis vinifera). Některé indicie nasvědčují, že byla pěstována již v dobách Římské kolonizace země, ale v literatuře je o ni první, ne zcela jistá zmínka až roku 1766 (Sprenger 1766, Grünen Muskateller, Oedenburg). Autochtonní odrůda, pocházející z regionu Dolní Rakousko, z oblasti vrchoviny Manhartsberg, patrně z okolí města Retz, vznikla samovolným křížením odrůd Tramín a St. Georgen.
Tradiční oblastí pěstování odrůdy je Rakousko, kde byla roku 2009 vysazena na 36 % plochy vinic, tedy na 17.478 hektarech, převážně ve vinařských regionech Weinviertel, Kamptal, Kremstal, Donauland a Wachau. Odrůdě bylo roku 2003 přiděleno první rakouské označení původu (obdoba našeho VOC), Weinviertel DAC, roku 2006 druhé, Traisental DAC, a roku 2007 třetí, Kremstal DAC. Nejlepší pověst má u nás rakouský „veltlín“ z Wachau.
Mnoho vína z odrůdy Veltlínské zelené se v Rakousku vypije ve formě ještě kalného, mladého vína „Heuriger“ ve stejnojmenných šencích, které najdeme převážně ve východním Rakousku a ve Vídni. Název je odvozen od slova „heurig“ v překladu „letošní“. Jedná se o obdobu našeho svatomartinského, které se začíná nalévat vždy od 11. listopadu.
Mimo Rakousko se odrůda pěstuje ještě na Slovensku (roku 2007 na 2 766 ha, 18,3 % plochy vinic), v Maďarsku, na Balkánském poloostrově, v Německu (roku 2008 na 6 ha), na malých plochách ji najdeme též v Austrálii, na Novém Zélandu (40 ha roku 2007), v USA (hlavně Oregon a Maryland), celkově byla roku 2002 vysazena na cca 25 000 ha.
Z Rakouska odrůda pronikla na jižní Moravu a do malokarpatské vinařské oblasti, kde poskytuje prvotřídní vína. Na Moravě bylo dříve pro VZ užíváno názvu Bělošpičák nebo Muškatel. Ve Státní odrůdové knize České republiky je odrůda zapsána od roku 1941, od roku 1987 je povoleno pět klonů, VP-3/6, VP-4/10, VP-6/2, ZN-1/49 a ZN-10/45. Na Slovensku je registrováno 7 klonů této odrůdy. Udržovateli odrůdy jsou u nás Ampelos-Šlechtitelská stanice vinařská Znojmo, Ing. Alois Tománek, Ing. Miloš Michlovský a ŠSV Velké Pavlovice.
V Čechách se tato odrůda pěstuje na Mostecku, v Chrámcích, Mělníku, Žernosekách i v Roudnici, na Moravě je nadprůměrně zastoupená ve Znojemské a Velkopavlovické oblasti, na Mikulovsku (nejlepší jižní expozice) a v oblasti Podluží. Podíl vinic v ČR roku 1999 byl 18 %, roku 2010 již pouze 9,8 %, i tak je druhou nejpěstovanější odrůdou po odrůdě Müller Thurgau. Průměrné stáří vinic bylo roku 2010 asi 27 let.

## Název
Dnešní název odrůdy je relativně mladý, byl poprvé použit roku 1874 v díle „Babo-Mach
Sortenampelographie“. Ještě v 18. století byla odrůda nazývána Weißgipfler, její druhý název, Grünmuskateller pak přetrval místy až do roku 1930, první název je odvozen od bělavých vrcholků letorostů, pro odlišení od další rakouské autochtonní odrůdy Rotgipfler s červenavými vrcholky letorostů, pro zajímavost, oběma odrůdám je otcovskou odrůdou Tramín. Kdysi užívaný název Mouhartsrebe dosvědčuje místo původu, vrchovinu Manhartsberg.
Název Veltlínské zelené mylně vychází z dřívějšího předpokladu, že je odrůda jednou z mnoha mutací odrůdy Veltlínské červené a byl použit pro odlišení od další mutace, Veltliner braun, tedy Veltlínské hnědé, která má hnědozeleně zbarvené bobule.
Samotný název „Veltlínské“ je odvozen od názvu alpského údolí Valtellina v Lombardii, v severní Itálii. Zde je třeba si uvědomit, že, pokud byla v literatuře zmíněna odrůda Veltlínské před 19. stoletím, vždy byla míněna odrůda Roten Veltliner (Veltlínské červené), nebo Großen Braunen Veltliner (Veltlínské hnědé), první jmenovaná odrůda pravděpodobně z oblasti Valtellina pochází. Jinou etymologii názvu "Veltliner" uvádí Franz Schams (1834), který píše, že v Rakousku tehdy velmi rozšířený "Červený muškatel" je totožný s německým Veltlínským červeným, jemuž se říká Weltlinger neboli Feldlinger (Feld – pole, linger – pobývající), protože se většinou pěstuje na rovinách, které by byly vhodnější pro polní hospodaření.
Další, lokálně používaná synonyma odrůdy Veltlínské zelené jsou : Bělošpičák, Cima Bianca, Dreimänner, Feherhegüe, Feldlinger, Greamuschkatöla (St. Georgen, Eisenstadt), Green Veltliner (USA), Grüne Manhardsrebe, Grüner Muskateler, Grünmuskateller (Dolní Rakousko), G. Veltliner (Rakousko, Kanada, Chile), G. Weissgipfler, Grünmuskateller, Manhardsrebe, Manhardtraube (Německo, Francie), Mouhartsrebe (Rakousko), Muškatel Zelený, Nemes Veltelini, Plinia Austriaca (Burger 1837), Ranfol Bianco (Itálie), R. Bijeli, R. Weisser, Rdeci Veltlinec, Reifler Weiss, Ryvola Bílá, Tarant Bílý, Valtelin Blanc, Valtelina Vert, Valtelin Vert, Valteliner Gruner (Řecko), V. Vert, Veltliner, V. Verde, V. Vert, Veltlinac Zeleni, Veltlinec (Slovinsko), Veltlini, Weisser Reifler, W. Valteliner, W. Veltliner Vert (Francie), Weissgipfler (Rakousko), White Veltliner (USA), Yesil Veltliner, Zleni Veltinač, Zöld Veltelini (Maďarsko), Zöld Muskotály.

## Mutace odrůdy
Mutací VZ vznikla odrůda Modrý Janek. Ve Slovinsku se pěstuje pod názvem Ranfol Beli v oblasti Haloze, v regionu Podravje, autochtonní odrůda, jejíž vzhled i synonymika by mohly napovídat o blízké příbuznosti s VZ. Užívá se zde mimo jiné k výrobě cuvée s názvem „Haložan“.

## Příbuzné a zaměňované odrůdy
Odrůda Veltlínské zelené není blíže příbuzná s rodinou odrůd „Veltlínské“. Dřívější názor, že jde o mutaci odrůdy Veltlínské červené se nepotvrdil.
Veltlínské červené je historicky důležitým partnerem při spontánním křížení nových odrůd (Neuburské, Veltlínské červené rané, Veltlínské červenobílé, Rotgipfler, Zierfandler), mutací této odrůdy též vznikla odrůda Veltlínské hnědé a pravděpodobně i odrůda Veltlínské šedé. Další, v katalogu VIVC uvedená odrůda Veltliner Weiss se zdá být identická s odrůdou Veltlínské červenobílé.

## Pěstování
Proti zimním mrazům je odrůda středně odolná, je citlivější na jarní mrazíky. Vyhovuje jí střední i vysoké vedení se zatížením 6-7 oček na m² a s řezem na kratší tažně. Na dlouhých tažních není zabezpečena výživa a vývin hroznů. Podnož má vliv na sprchávání. Na hlubších půdách na středním vedení jsou vhodné podnože T 5C a SO-4, na horších půdách K 5BB nebo Cr 2, na málo vápenitých půdách LE-K/1. Výnosy jsou střední až vysoké, (10) 12-15 (21) t/ha při cukernatosti 17-20 °NM a obsahu kyselin 7,5-10,5 g/l. Pravidelnost plodnosti závisí na sprchávání květů, poškození jarními mrazíky a selekci klonů. Vyšší výnosy v běžném roce způsobují silně snížené zakládání květenství pro příští rok a oslabují růst. Současným trendem je redukce hroznů a zvyšování kvality. Ponecháme-li na letorostu jen jeden hrozen, dosáhneme zvýšení extraktu.

### Fenologie
Pozdní moštová odrůda. Rašení nastává koncem dubna, je středně pozdní, odrůda kvete v polovině června, v nepříznivých letech květy opadávají. Zaměkání hroznů nastává v srpnu, dozrávají začátkem až v první polovině října.

### Choroby a škůdci
Odrůda je středně odolná vůči padlí révovému (Uncinula necator), náchylná na plíseň révovou (Plasmopara viticola), hlavně na hroznech, rovněž na červenou spálu (Pseudopeziza tracheiphila) a černou skvrnitost (Phomopsis viticola). Netrpí vadnutím třapiny. Z virových chorob je silně napadána svinutkou (až 80 % keřů). Má běžnou odolnost vůči škůdcům révy bez zvláštních výkyvů.

### Poloha a půdy
Odrůda vyžaduje výborné polohy. Nejvhodnější jsou slunečné, vzdušné a teplé polohy a mírné svahy. Vzhledem k vysoké plodnosti je náročná na půdu. Vyžaduje hluboké, výživné půdy. Je málo odolná vůči suchu, a proto se vysazuje na vazčích půdách. Dobře reaguje na závlahu. Nesnáší příliš vlhké a vápenité půdy.

## Víno

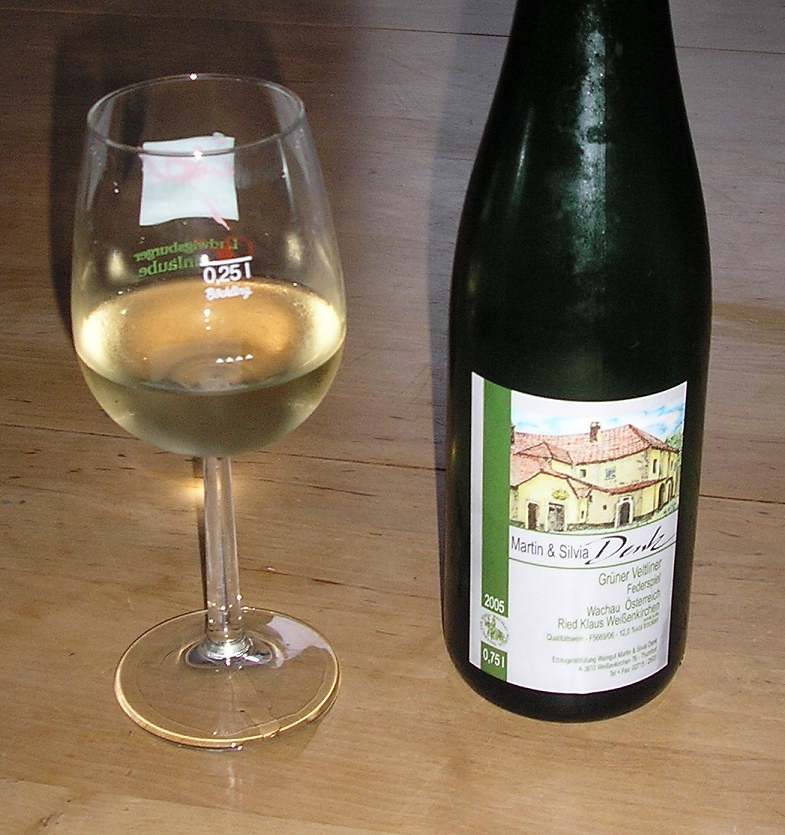
Láhev se sklenkou veltlínského z rakouského regionu Wachau

Veltlín se léta používá do cuvée známkových vín a také jako surovina pro výrobu šumivých vín (s odrůdami Ryzlink vlašský a Chardonnay). Předchozí roky nás navíc utvrzují v tom, že je vhodnou odrůdou i pro přípravu přívlastkových, slámových a ledových vín. V Rakousku a setkáme většinou s jakostními víny, která se konzumují k běžné stravě anebo se pijí „pod víchem“ v družné zábavě jako „heuriges“, letošní mladé víno.
Mladé víno je svěží, s jemnou pepřnatostí a někdy i s lehkou vůní doutníku. Barevnost veltlínu je věcí technologie zpracování, za jeho buket je zodpovědná půda. Veltlíny ze sprašového podloží voní medem a lipovým květem a jsou kořenité, veltlíny z kamenitých půd zavoní lehkým oparem cigaretového kouře. V chuti je Veltlínské zelené plné aroma zelených mandlí a příjemně uhlazených kyselin. Z vinic na hlinitých půdách se objevuje vůně lipového květu, na půdách prvohorních hořkomandlová. Při zrání na lahvi se nejprve objevují zesílené kořenitě pepřnaté tóny, které posléze zanikají a kraluje mandlová chuť, zjemněná u přívlastkových vín vyšších stupňů sametovou plností.
Nejlepší vína VZ pocházejí z oblasti Wachau, jsou tělnatá, suchá, s výraznou kořenitou příchutí, vhodná ke zrání. Typický VZ má světle zelenou až zelenožlutou barvu, svěží, pronikavou vůni, střední tělo, svěží, vyváženou chuť s ovocnými tóny a s vyšším obsahem příjemných kyselin. Ve vůni a chuti můžeme hledat lipový květ, jemně hořké mandle, muškátové tóny, pepř, chřest, zelený hrášek, u vyzrálých vín exotické ovoce. Jen u výjimečných ročníků najdeme střední potenciál zrání na láhvi, víno je nejlepší pít jako mladé.

### Stolování
Vína VZ jsou vhodná pro denní stolování. Ředěna vodou jako vinný střik tiší žízeň. Lze je kombinovat se širší škálou pokrmů. Mladá jsou vhodná ke studeným masům, omáčkám a slaným předkrmům, vyzrálá k hovězímu, filé z mořských ryb a k neutrálním omáčkám.